# Theotima
Genre
Synonymes
- Theoclia Simon, 1892 nec Pascoe, 1885

Theotima est un genre d'araignées aranéomorphes de la famille des Ochyroceratidae.

## Distribution
Les espèces de ce genre se rencontrent du Mexique au nord de l'Amérique du Sud, en Afrique, en Asie du Sud-Est et au Océanie.

## Liste des espèces
Selon World Spider Catalog (version 19.0, 21/05/2018) :
- Theotima centralis (Gertsch, 1941)
- Theotima elva Gertsch, 1977
- Theotima fallax Fage, 1912
- Theotima galapagosensis Baert & Maelfait, 1986
- Theotima jeanneli Machado, 1951
- Theotima kivuensis Machado, 1964
- Theotima lawrencei Machado, 1964
- Theotima makua Gertsch, 1973
- Theotima martha Gertsch, 1977
- Theotima mbamensis Baert, 1985
- Theotima minutissima (Petrunkevitch, 1929)
- Theotima mirabilis Machado, 1951
- Theotima modesta (Chickering, 1951)
- Theotima moxicensis Machado, 1951
- Theotima pura Gertsch, 1973
- Theotima radiata (Simon, 1892)
- Theotima ruina Gertsch, 1977
- Theotima tchabalensis Baert, 1985

## Publications originales
- Simon, 1893 : Arachnides. Voyage de M. E. Simon au Venezuela (décembre 1887 - avril 1888). 21e Mémoire. Annales de la Société Entomologique de France, vol. 61, p. 423-462 (texte intégral).
- Simon, 1892 : On the spiders of the island of St. Vincent. Part 1. Proceedings of the Zoological Society of London, vol. 1891, p. 549-575 (texte intégral).